# Gastón Fernández
Gastón Nicolás Fernández (Lanús,12 de outubro de 1983), conhecido por Gastón Fernández ou Gata Fernández, é um ex-futebolista argentino que jogava como meia.

## Historia
Começou no River Plate aos 13 anos, e logo na temporada 2002-2003, aos 19 anos, fez a sua estréia pelo clube na Primeira Divisão. Na temporada 2003-2004, foi cedido por empréstimo ao Racing Clube, e na temporada 2004-2005, atuou pelo clube que o criou.
Em 2006, o Monterrey, do México, pagou US$ 350 mil para o River Plate para contar com Fernández sob um contrato de um ano de empréstimo.
A cláusula de opção de compra estava estipulada em US$ 2,5 milhões, mas o Monterrey optou por não exercê-la. De volta ao River Plate, ele chegou a ensaiar uma terceira passagem pelo clube. Foi relacionado entre os 26 jogadores da pré-temporada, mas com o excesso de atacantes, o então técnico do clube, Daniel Passarella, o declarou negociável após surgir o interesse do San Lorenzo. É fato que primeiramente ofereceu US$ 1,1 milhões pelo passe do jogador, proposta prontamente rechaçada pela diretoria do River Plate. Especula-se que o San Lorenzo, mais um grupo de empresários, pagou US$ 1,5 milhões pelo passe do jogador, sendo 70% do passe para esse grupo e 30% desse passe para o time de Almagro.
O seu desempenho no San Lorenzo foi surpreendente. Conquistou o Torneio Clausura 2007 e foi o goleador da equipe na competição, com 9 gols em 16 jogos (13 como titular). Terminou a competição como vice-artilheiro, atrás apenas do então atacante do Newell's Old Boys Óscar Cardozo, que fez 10 gols.
No final do Torneio Clausura 2007, Fernandez manifestou seu desejo de regressar ao México, mas os dirigentes do San Lorenzo não o liberaram. Em 2008 transferiu-se ao Tigres UANL mexicano por um valor de 2,5 milhões de dólares, porém no mesmo retornou ao futebol argentino para jogar pelo Estudiantes de La Plata.
Em 2009, marcou o primeiro gol do segundo jogo da final da Copa Libertadores da América, vencida por dois a um pelo Estudiantes no estádio Mineirão.
Fernández anunciou sua aposentadoria em junho de 2020.

## Estatísticas
| Clube                   | Temporada         | Liga  | Liga | Copa Nacional | Copa Nacional | Copa Internacional | Copa Internacional | Total | Total |
| Clube                   | Temporada         | Part. | Gols | Part.         | Gols          | Part.              | Gols               | Part. | Gols  |
| ----------------------- | ----------------- | ----- | ---- | ------------- | ------------- | ------------------ | ------------------ | ----- | ----- |
| River Plate             | 2002/03           | 6     | 0    | -             | -             | 2                  | 1                  | 8     | 1     |
| River Plate             | Total             | 6     | 0    | -             | -             | 2                  | 1                  | 8     | 1     |
| Racing Club             | 2003/04           | 25    | 7    | -             | -             | -                  | -                  | 25    | 7     |
| Racing Club             | Total             | 25    | 7    | -             | -             | -                  | -                  | 25    | 7     |
| River Plate             | 2004/05           | 28    | 5    | -             | -             | 10                 | 0                  | 38    | 5     |
| River Plate             | 2005/06           | 16    | 1    | -             | -             | -                  | -                  | 16    | 1     |
| River Plate             | Total             | 44    | 6    | -             | -             | 10                 | 0                  | 54    | 6     |
| Total River Plate       | Total River Plate | 50    | 6    | -             | -             | 12                 | 1                  | 62    | 7     |
| Monterrey               | 2005/06           | 13    | 2    | -             | -             | -                  | -                  | 13    | 2     |
| Monterrey               | 2006/07           | 15    | 6    | 2             | 0             | -                  | -                  | 17    | 6     |
| Monterrey               | Total             | 28    | 8    | 2             | 0             | -                  | -                  | 30    | 8     |
| San Lorenzo de Almagro  | 2006/07           | 17    | 9    | -             | -             | 2                  | 0                  | 19    | 9     |
| San Lorenzo de Almagro  | 2007/08           | 13    | 1    | -             | -             | -                  | -                  | 13    | 1     |
| San Lorenzo de Almagro  | Total             | 30    | 10   | -             | -             | 2                  | 0                  | 32    | 10    |
| Tigres de la UANL       | 2007/08           | 10    | 5    | -             | -             | -                  | -                  | 10    | 5     |
| Tigres de la UANL       | 2009/10           | 14    | 6    | 2             | 0             | 1                  | 0                  | 17    | 6     |
| Tigres de la UANL       | Total             | 24    | 11   | 2             | 0             | 1                  | 0                  | 27    | 11    |
| Estudiantes de La Plata | 2008/09           | 27    | 3    | -             | -             | 20                 | 4                  | 48    | 7     |
| Estudiantes de La Plata | 2009/10           | 10    | 1    | -             | -             | 3                  | 1                  | 13    | 2     |
| Estudiantes de La Plata | 2010/11           | 24    | 10   | -             | -             | 6                  | 0                  | 30    | 10    |
| Estudiantes de La Plata | 2011/12           | 35    | 10   | -             | -             | 2                  | 0                  | 37    | 10    |
| Estudiantes de La Plata | 2012/13           | 23    | 0    | -             | -             | -                  | -                  | 23    | 0     |
| Estudiantes de La Plata | 2013/14           | 1     | 0    | -             | -             | -                  | -                  | 1     | 0     |
| Estudiantes de La Plata | Total             | 120   | 24   | -             | -             | 31                 | 5                  | 151   | 29    |
| Portland Timbers        | 2014              | 32    | 7    | 3             | 4             | 3                  | 1                  | 39    | 12    |
| Portland Timbers        | 2015              | 21    | 2    | 2             | 0             | -                  | -                  | 23    | 2     |
| Portland Timbers        | Total             | 53    | 9    | 5             | 4             | 3                  | 1                  | 62    | 14    |
| Estudiantes de La Plata | 2015              | 10    | 3    | 1             | 0             | -                  | -                  | 11    | 3     |
| Estudiantes de La Plata | 2016              | 14    | 6    | 3             | 2             | -                  | -                  | 17    | 8     |
| Estudiantes de La Plata | Total             | 24    | 9    | 4             | 2             | -                  | -                  | 28    | 11    |
| Total Estudiantes       | Total Estudiantes | 144   | 33   | 4             | 2             | 31                 | 5                  | 179   | 40    |
| Total na Carreira       | Total na Carreira | 354   | 84   | 13            | 6             | 49                 | 7                  | 417   | 97    |

## Títulos
- Copa Libertadores: 2009, 2017
- Copa do Rei: 2005
- Campeonato Argentino: 2003, 2007, 2010.